# HBC Schifflange
Maillots
Le HBC Schifflange ASBL est un club de Handball Luxembourgeois, localisé dans la ville de Schifflange. Le HBC Schifflange ASBL a remporté deux titres en championnat du Luxembourg de handball et évolue en Sales Lentz League.
1. Notes et références

1. ↑  Seuls les principaux titres en compétitions officielles sont indiqués ici.

| Nr | Nom              | nat                             | Pos     | Club précédent  |
| -- | ---------------- | ------------------------------- | ------- | --------------- |
| 1  | Demaret Loic     | Luxembourg / Belgique           | GB      | HBC Schifflange |
| 2  | Ken Manderscheid | Luxembourg                      | ALG     | HBC Schifflange |
| 3  | Max Chorus       | Luxembourg                      | ALG     | HB Strassen     |
| 4  | Pereira Leroy    | Luxembourg / Cap-Vert           | ALD     | HBC Schifflange |
| 5  | Amin Kalac       | Luxembourg / Bosnie-Herzégovine | P       | HBC Schifflange |
| 6  | Huan Nguyen      | Luxembourg / Viêt Nam           | ALG     | HB Esch         |
| 7  | Mirza Hadrovic   | Luxembourg / Bosnie-Herzégovine | ARD     | HB Mersch       |
| 8  | Cedric Gros      | Luxembourg                      | ALG     | HBC Schifflange |
| 9  | Ewald Benny      | Luxembourg / Allemagne          | ARD/ALD | HBC Schifflange |
| 11 | Geschwindt Mike  | Luxembourg                      | ARG/DC  | HBC Schifflange |
| 12 | Sabotic Rejan    | Luxembourg / Monténégro         | GB      | HB Esch         |
| 14 | Zvekic Dino      | Bosnie-Herzégovine              | ARG     | HC Celik Zenica |
| 17 | Erschens Markus  | Allemagne                       | P       | HB Strassen     |
| 18 | Eich Jeff        | Luxembourg                      | P       | HB Esch         |
| 19 | Cioban Alexandru | Moldavie / Roumanie             | ARG/ARD | HB Käerjeng     |
| 22 | Nemeth Tamas     | Hongrie                         | ARG/DC  | HC Berchem      |

## Transferts 2016-2017
- Arrivées    
  - Max Chorus ( HB Strassen )
  - Mirza Hadrovic ( HB Mersch )
  - Erschens Markus ( HB Strassen )
  - Cioban Alexandru ( HB Käerjeng )
  - Nemth Tamas   ( HC Berchem )